# Гонсалес, Йони
Йони Александер Гонсалес Копете (исп. Yony Alexander González Copete; 11 июля 1994, Медельин, Колумбия) — колумбийский футболист, атакующий полузащитник португальского клуба «Портимоненсе».

## Клубная карьера
Гонсалес начал профессиональную карьеру в клубе «Энвигадо». 3 марта 2013 года в матче против «Индепендьенте Медельин» он дебютировал за команду в Кубке Мустанга. 9 ноября 2014 года в поединке против «Альянса Петролера» Йонни забил свой первый гол за «Энвигадо».
В начале 2016 года Гонсалес перешёл в «Атлетико Хуниор». 15 февраля в матче против «Патриотас» он дебютировал за новую команду. В поединке против «Форталеса Сипакира» Йони забил свой первый гол за «Атлетико Хуниор». 15 сентября в матче Южноамериканского кубка против боливийского «Блуминга» он отметился забитым мячом. В 2017 году Гонсалес помог команде выиграть Кубок Колумбии. 27 октября в матче Южноамериканского кубка против бразильского «Спорт Ресифи» он сделал «дубль». 9 февраля 2018 года в поединке Кубка Либертадорес против парагвайской «Олимпии» Йони забил гол. 6 декабря в первом финальном матче Южноамериканского кубка против «Атлетико Паранаэнсе» отметился забитым мячом. Однако по итогам двух матчей «Хуниор» уступил «Атлетико Паранаэнсе».
В январе 2019 года Гонсалес присоединился к бразильскому «Флуминенсе», подписав однолетний контракт.
10 января 2020 года Гонсалес подписал контракт с португальской «Бенфикой» сроком до 2024 года.
В феврале 2020 года Гонсалес вернулся в Бразилию, отправившись в аренду в «Коринтианс» на шесть месяцев с опцией выкупа. В июле 2020 года он вернулся в «Бенфику».
19 августа 2020 года Гонсалес был взят в аренду клубом MLS «Лос-Анджелес Гэлакси» на оставшуюся часть сезона 2020. В главной лиге США он дебютировал 3 октября в матче против «Сан-Хосе Эртквейкс», выйдя на замену во втором тайме.
В феврале 2021 года Гонсалес вновь вернулся в Бразилию, отправившись в аренду в «Сеару» до конца 2021 года.

## Достижения
- Чемпион Колумбии (1): Финалисасьон 2018
- Обладатель Кубка Колумбии (1): 2017
- Финалист Южноамериканского кубка (1): 2018